# George McGuinness
George McGuinness (6 de octubre de 1887, Liverpool, Inglaterra-1 de julio de 1916, Montauban-de-Picardie, Francia), fue un futbolista inglés que desarrolló su carrera futbolística principalmente en la Real Sociedad y el Harrowby FC. Jugaba principalmente como extremo derecho y delantero. Fue una de las figuras del equipo donostiarra cuando por aquella época tenía la denominación de Club Ciclista de San Sebastián, destacando en la Copa del Rey de 1909 y marcando 2 goles en cada uno de los 3 partidos del campeonato, incluida la final contra el Español de Madrid, lo que significó el primer título para el equipo guipuzcoano. Se convirtió en el primer jugador extranjero en la historia del club.

## Biografía
George McGuinness nació en el barrio de Toxteth, Liverpool, el 6 de octubre de 1887. Era el segundo de tres hijos varones que tuvieron Edward, profesor de colegio privado, y Catherine, y cursó sus estudios escolares en el Saint Francis Xavier's College.
El estallido de la Primera Guerra Mundial lo lleva a filas y es destinado a formar parte de la 30ª División del King's Regiment de infantería de Liverpool, en su 18º Batallón. Fue el 2 de septiembre de 1914, a punto de cumplir 27 años. McGuinness era un soldado raso más. Catorce meses más tarde, el 7 de noviembre de 1915, George McGuinness (número de servicio 16665) y el batallón al que pertenecía cruzaron el Canal de la Mancha con destino a Francia a bordo de la nave SS Invicta.
El 1 de julio de 1916 comenzaba en terreno francés una de las batallas más largas y sangrientas de la Gran Guerra: la Batalla del Somme. Con 2 millones de militares entre ambos bandos contendientes, la encarnizada lucha se alargó durante 4 meses y 17 días. Dos semanas después, Edward y Catherine McGuinness recibían una misiva en su domicilio. John Caulfield, compañero de batallón de George, daba cuenta del fallecimiento en combate del segundo vástago del matrimonio. El Birkenhead News lo contaba en sus páginas el 16 de julio. Caulfield reseñaba que su amigo George McGuinness había sido abatido víctima de una bala, había fallecido noblemente y estaba ya en el Cielo recibiendo su recompensa. Contaba con 28 años y murió el mismo 1 de julio en Montauban-de-Picardie, Departamento de la Somme.
Los McGuinness tuvieron a sus tres hijos en el frente. James Furneaux, el pequeño, estuvo internado en Bath con neurosis de guerra, peleó en Francia, se ganó tres medallas y fue licenciado el 16 de agosto de 1917. Edward, el mayor, luchó en Egipto y fue desmovilizado el 27 de marzo de 1919.

## Trayectoria

### Real Sociedad
En 1908 con 21 años, McGuinness llega a San Sebastián, donde es profesor de inglés de Perico Bea, quien fuera el portero del equipo. Este, sabiendo que el joven inglés es un apasionado futbolista, le anima a participar en el equipo, siendo una pieza clave en la Copa del Rey de Fútbol de 1909. McGuinness también pasó a la historia por marcar el primer gol ya como Real Sociedad de Foot-ball de San Sebastián, el 26 de marzo de 1910, en un amistoso contra el London Nodmans. 
El 1 de mayo de 1910 disputó la final de la Copa de los Pirineos contra el Fútbol Club Barcelona en un partido que acabaría venciendo el equipo catalán. El 2 de diciembre de ese mismo año jugó su último partido como txuri-urdin en Ondarreta marcando 5 goles al Biarritz Stade. Poco después, abandona la entidad donostiarra con 23 años recién cumplidos y vuelve a Inglaterra donde es profesor en el St Laurence’s Roman Catholic School de Birkenhead, localidad del condado de Merseyside cercana a Liverpool. Durante sus años como profesor, seguiría ejerciendo la práctica del balompié con el desaparecido equipo Harrowby FC.

## Clubes

### Como jugador
| Club          | País       | Año       |
| ------------- | ---------- | --------- |
| Real Sociedad | España     | 1908-1910 |
| Harrowby FC   | Inglaterra | 191X-1914 |

## Palmarés
- Campeonato de España Copa de Su Majestad el Rey: 1909
- Subcampeonato de España Copa de Su Majestad el Rey: 1910